# Felipe II de Hesse-Rheinfels

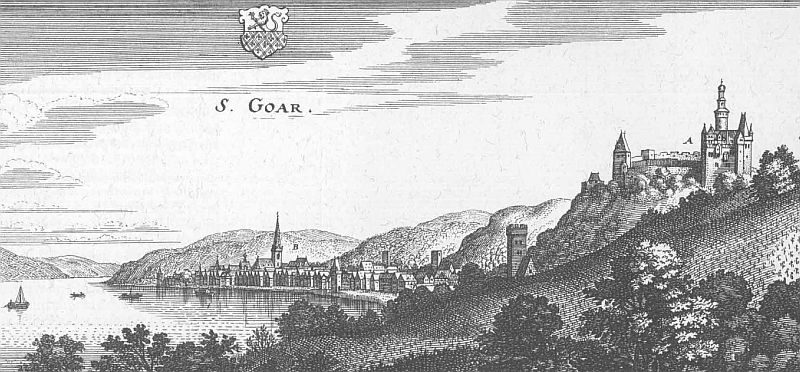
Sankt Goar en el Rin y el Castillo de Rheinfels en (1655).

Felipe II de Hesse-Rheinfels (Marburgo, 22 de abril de 1541-Castillo de Rheinfels, 20 de noviembre de 1583), también llamado el Joven, fue el primer y único landgrave de Hesse-Rheinfels.

## Biografía
Felipe era el tercer hijo del landgrave Felipe el Magnánimo y de Cristina de Sajonia (1505-1549). Tras la muerte de su padre en 1567, el territorio de Hesse fue dividido entre los cuatro hijos del primer matrimonio. Felipe el Joven recibió la porción que comprendía el castillo de Rheinfels y la ciudad de Sankt Goar, en la ribera izquierda del Rin. Desde allí controlaba las poblaciones de Schotten, Stornfels, Homburg, Lißberg, Ulrichstein, Itter y el condado de Katzenelnbogen al norte del río Meno.

### Matrimonio
En 1569 se casó con Ana Isabel del Palatinado-Simmern, por lo que se convirtió en yerno del príncipe elector Federico III del Palatinado, uno de los líderes del calvinismo.
Felipe murió el 30 de noviembre de 1583 en su castillo de Rheinfels. Puesto que no tuvo descendencia, sus posesiones pasaron a su hermano mayor, Guillermo IV de Hesse-Kassel. Felipe fue enterrado en la Colegiata de Sankt Goar, donde su hermano Guillermo erigió un suntuoso monumento renacentista en su memoria.